# Отношение масса/светимость
Отношение масса-светимость — в астрофизике и физической космологии величина, показывающая
отношение полной массы в данном пространственном объёме (обычно на масштабах галактики или скопления) к его светимости.
Обозначается символом {\displaystyle \Upsilon }. Как правило, данное отношение указывается в терминах отношения масса-светимость для Солнца, {\displaystyle \Upsilon _{\odot }} = 5133 кг/Вт, которое равно отношению массы Солнца к его светимости и является постоянной величиной.
Отношение масса-светимость для галактик и скоплений превышает значение {\displaystyle \Upsilon _{\odot }} в частности потому, что большая часть вещества подобных объектов содержится не в звездах, а наблюдения свидетельствуют в пользу того, что значительная доля вещества представляет собой темную материю.
Светимости определяются из фотометрических наблюдений с учётом коррекции наблюдаемой яркости за эффекты поглощения света. Массы определяются при изучении динамики системы в рамках вириальных соотношений или при
проявлении эффекта гравитационного линзирования.
Типичные значения отношения масса-светимость находятся в интервале от 2 до 10 {\displaystyle \Upsilon _{\odot }}, но на более крупных масштабах, для наблюдаемой Вселенной значение {\displaystyle \Upsilon } достигает 100 {\displaystyle \Upsilon _{\odot }}, что соответствует Лямбда-CDM модели.